# Squirrel Girl

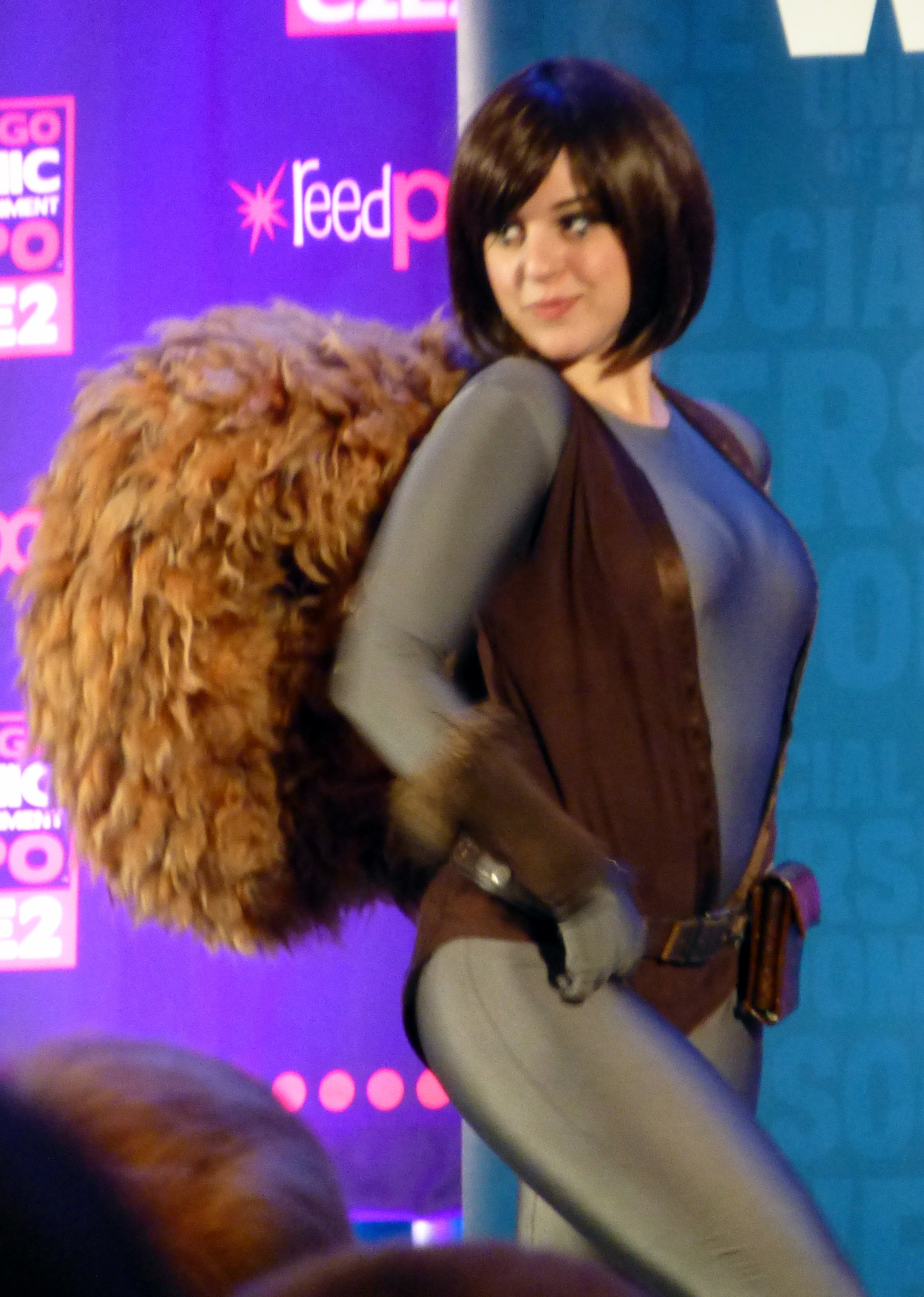
Cosplayerin im Squirrel-Girl-Kostüm

Squirrel Girl (dt.: „Eichhörnchen-Mädchen“) ist der Name einer Superheldin, die 1990 im Comic Marvel Super-Heroes #8 von Autor Will Murray und Zeichner Steve Ditko ihr Debüt feierte. Seit 2015 ist Squirrel Girl die Protagonistin in ihrer eigenen Marvel-Serie, The Unbeatable Squirrel Girl.

## Geschichte
Murray kommentierte, dass er „Squirrel Girl auf einer ehemaligen Freundin basierte, die wilde Tiere liebte... und zu jenem Zeitpunkt viele Eichhörnchen an seinem Schlafzimmerfenster vorbeirannten“. 2015 wurde enthüllt, dass es sich hierbei um die Comichändlerin Doreen Greeley handelte. Murray gab Squirrel Girl den bürgerlichen Namen Doreen Green und ließ sie in einem Abenteuer debütieren, in dem sie und ihr Eichhörnchen Monkey Joe Iron Man halfen, den mächtigen Superschurken Dr. Doom mit ihren Eichhörnchenkräften (d. h. akrobatische Körperbeherrschung, superscharfe Sinne, scharfe Krallen und Zähne, buschiger Greifschwanz, Kommunikation mit Eichhörnchen) zu besiegen. Squirrel Girl verschwand für ein Jahrzehnt in der Versenkung, bis Autor Dan Slott sie 2004 in die Miniserie Great Lakes Avengers aufnahm, einer Parodie der Rächer: diese „Rächer“ waren ein Team aus Mitgliedern mit beinahe nutzlosen Kräften, die unfreiwillig die Welt retten müssen. Der damalige Trend, dass Superschurken nur dann bedrohlich wirken, wenn sie einen Statisten töten (vgl. Redshirt), wurde parodiert, indem Monkey Joe ermordet wurde: Squirrel Girl ernannte fortan Tippy Toe zu ihrem neuen Lieblingseichhörnchen. In dieser Miniserie und im One-Shot GLX-Mas Special (2005) entwickelte es sich zum Running Gag, dass Squirrel Girl trotz ihrer scheinbar lächerlichen Kräfte (in nicht völlig ernst gemeinten Storys) die mächtigsten Superschurken des Marvel-Universums besiegte (u. a. Dr. Doom, Galactus, Thanos, Terrax).
Squirrel Girl war während der 2000er-Jahre mit dem jeckenhaften Superhelden Speedball liiert, ehe er sich an einer tödlichen Explosion, die ein Superschurke im Kampf gegen ihn verursachte, die Schuld gab und seitdem der grimmige Flagellant namens Penance ist. Im Comic Deadpool/Great Lakes Initiative Summer Special der Autoren Fabian Nicieza und Dan Slott (2007) sucht sie ihn auf, und er enthüllt, dass er nur sein Jeckendasein aufgab, um endlich als „harter Kerl“ zu gelten. Dies wurde als ironischer Kommentar der beiden Autoren zum Trend betrachtet, Comicfiguren als düstere Antihelden darzustellen. Im Jahre 2010 wurde Squirrel Girl das Kindermädchen der Tochter der Marvel-Superhelden Jessica Jones und Luke Cage, womit sie indirekt zu einem Teil der Rächer wurde. Nach einigen Auftritten als Nebencharakter bei den New Avengers (2010–13) bekam sie 2015 ihre eigene Serie, The Unbeatable Squirrel Girl (Autor Ryan North, Zeichnerin Erica Henderson). Hierbei wird sie als Informatik-Studentin der Empire State University dargestellt, so dass sie in die Fußstapfen von u. a. Spider-Man und Emma Frost tritt. Zudem ist sie eine begeisterte Sammelkartenspielerin, die Karten von Deadpool sammelt. Die ersten Ausgaben von The Unbeatable Squirrel Girl wurden im Durchschnitt ca. 20.000-mal verkauft. Die Comicserie, die einen starken Retro-Charakter besitzt, wurde positiv als „erfrischender Gegenpol zu den bombastischen, grimmigen Comicverfilmungen“ und „Hommage an die spaßigen Samstagmorgencartoons der 1980er-Jahre“ rezensiert. Ein Sammelband der Squirrel-Girl-Comics erschien 2016 auf Deutsch bei Panini Comics.

## Auftritte in anderen Medien
- Squirrel Girl erschien in einer Folge der Zeichentrickserie Fantastic Four: World’s Greatest Heroes (2006).
- Squirrel Girl erschien in mehreren Folgen der Zeichentrickserie Der ultimative Spider-Man (2012), gesprochen von Misty Lee.
- Squirrel Girl ist ein spielbarer Charakter im Videospiel Lego Marvel Super Heroes (2013), gesprochen von Tara Strong.
- In der 2018 startenden Superhelden-Comedyserie Marvel’s New Warriors wird Squirrel Girl von Milana Vayntrub gespielt.[7]
- Squirrel Girl ist ein spielbarer Charakter im Videospiel Marvel Rivals (2024), der ebenfalls von Milana Vayntrub vertont wurde.

## Rezeption
The Unbeatable Squirrel Girl wurde 2016 für einen Eisner Award in der Kategorie Best New Series (Beste neue Serie) nominiert. 2017 wurde die Serie mit dem Eisner Award in der Kategorie Best Publication for Teens (Beste Publikation für Jugendliche) ausgezeichnet.